# Ichthyscopus pollicaris
Ichthyscopus pollicaris — вид риб родини зіркоглядових (Uranoscopidae). Описаний у 2019 році.

## Поширення
Вид поширений на північному заході Тихого океану біля узбережжя Південної Кореї, Тайваню та Японії.

## Опис
Сягає до 30,8 см завдовжки. Верхня частина тіла коричнева з великими білими плямами. Нижня частина тіла рожева.